# 聖弗蘭西斯科德貝塞拉
聖弗蘭西斯科德貝塞拉（西班牙語：San Francisco de Becerra），是洪都拉斯的城鎮，位於該國西部，由奧科特佩克省負責管轄，始建於1917年，面積332.92平方公里，海拔高度407米，2001年人口6,861，人口密度每平方公里20.61人。
14°38′N 86°6′W / 14.633°N 86.100°W